# Abram Abramow
Abram Izrailewicz Abramow (Abramow-Borowicki) (ros. Абрам Израилевич Абрамов (Абрамов-Боровицкий); ur. 1901 w Rozsiszkach w guberni kijowskiej, zm. 17 lutego 1938 w Leningradzie) – radziecki działacz partyjny.

## Życiorys
Działacz partyjny. W 1917 członek Partii Socjalistów-Rewolucjonistów, od 1919 członek Rosyjskiej Partii

Komunistycznej (bolszewików). Absolwent Leningradzkiego Uniwersytetu Państwowego (1927). W latach 1919–20 pełnił służbę w Robotniczo-Chłopskiej Armii Czerwonej (RKKA), uczestnik wojny domowej w Rosji.
Pracował w organach partyjnych, od 1927 na odpowiedzialnych stanowiskach w Komitecie Karelo-Murmańskim. W 1931–1936 sekretarz odpowiedzialny Murmańskiego Komitetu Okręgowego WKP(b).
W 1937 aresztowany, następnie rozstrzelany .